# Unidad Armada de Propaganda Marxista-Leninista
La Unidad Armada de Propaganda Marxista-Leninista (en turco: Marksist Leninist Silahlı Propaganda Birliği, o MLSPB) es una organización marxista-leninista de Turquía. El grupo proviene del Partido-Frente Popular de Liberación de Turquía. El grupo es uno de los miembros fundadores del Movimiento Unido Revolucionario de los Pueblos, formado en marzo del 2016, junto con el Partido de los Trabajadores de Kurdistán y otras 7 organizaciones marxista-leninistas.

## Actividad
En abril de 1980, los miembros de la organización mataron a tiros a un oficial naval estadounidense y a su chofer. El suboficial principal Sam Novello y su conductor, Ali Sabri Baytar, fueron abatidos a tiros en Turquía por tres asaltantes que luego fueron capturados mientras trataban de escapar en motocicleta. Un asaltante resultó gravemente herido durante la captura y murió más tarde, los otros dos fueron condenados a muerte por un tribunal militar y ejecutados el 25 de junio de 1981.
Como MLSPB-Frente Revolucionario (en turco: MLSPB-Devrim Cephesi), el grupo ha participado en la Guerra Civil Siria combatiendo con las Unidades de Protección Popular contra el Estado Islámico. El MLSPB-DC es parte de las organizaciones armadas internacionalistas que apoyan a las YPG, las Fuerzas Unidas de Liberación y la Brigada Internacional de Liberación. Un batallón fue creado por Devrimci Karargâh y el MLSPB-DC con el nombre de Alper Çakas, un combatiente del MLSPB-DC asesinado mientras luchaba en Rojava.